# 新竹系統交流道
新竹系統交流道位於臺灣新竹縣寶山鄉，國道一號指標為99k及國道三號指標為100k處。為兩大主線的三個交會點之一。交流道型式為雙葉型，國道一號左轉入國道三號均以環道設計連接。
興建時因國道三號中部路段尚在選線，分兩期施工，第一期為興建喇叭型交流道銜接國道一號，待路線確定後才興築第二期工程。
|              | 99A 新竹系統 |           | 南下      | 台中 竹南 |
| 北上         | 99A 新竹系統 | 後龍 竹南 |           |           |
| 99B 新竹系統 | 台北 竹東    | 台北 竹東 |           |           |
|              | 100 新竹系統 |           | 頭份 新竹 | 頭份 新竹 |

## 外部連結
- 國道一號新竹系統交流道示意圖 （页面存档备份，存于）（交通部高速公路局）
- 國道三號新竹系統交流道示意圖 （页面存档备份，存于）（交通部高速公路局）